# English Chamber Orchestra

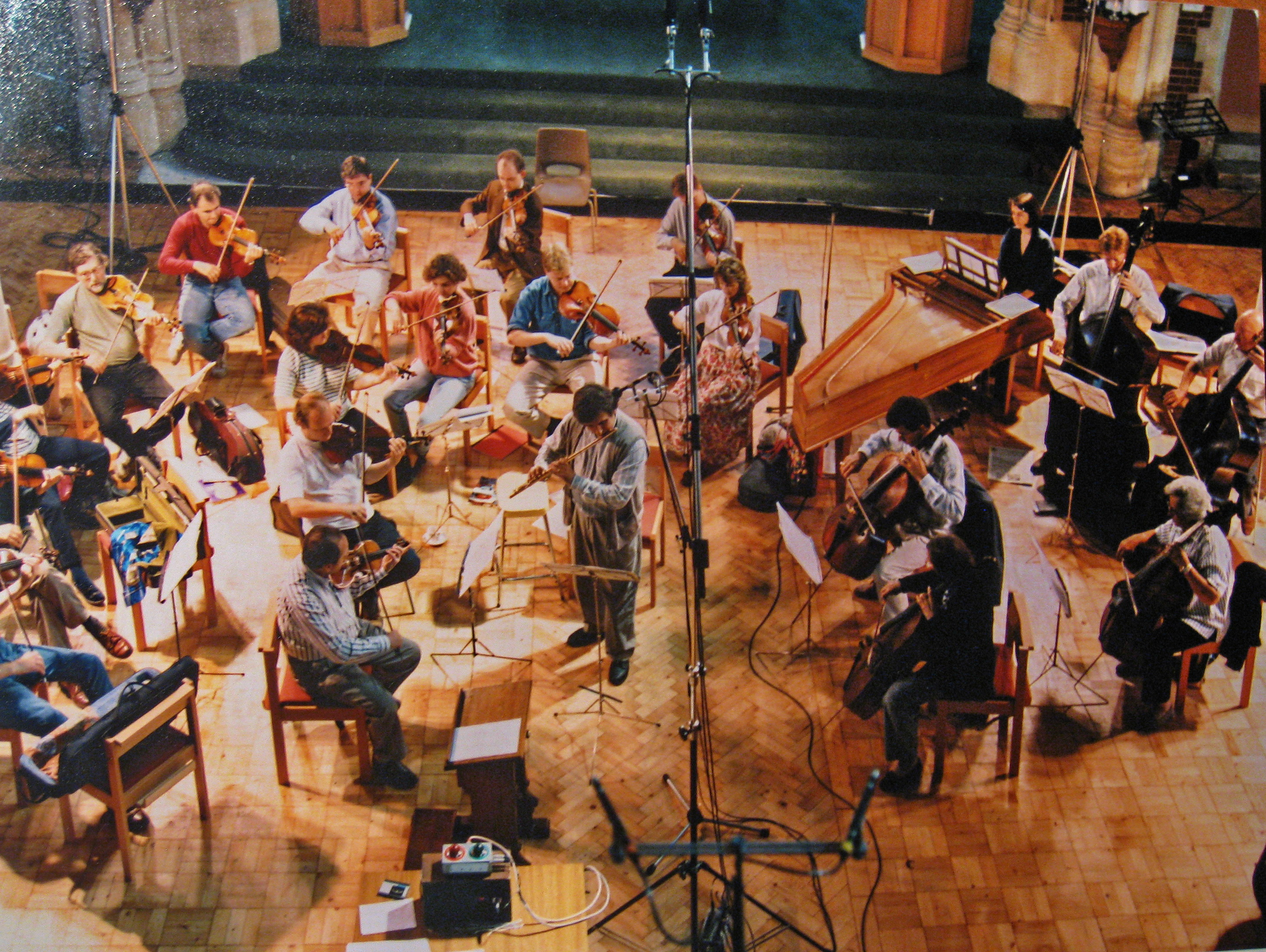
Das England Chamber Orchestra bei der Aufnahme eines Konzerts mit Claudi Arimany (1995)

Das English Chamber Orchestra (ECO) ist ein Kammerorchester, das in London beheimatet ist.
Es hat seine Wurzeln im Goldsbrough Orchestra, das 1948 von Lawrence Leonard und Arnold Goldsbrough gegründet wurde. Mitbegründerin des später so genannten English Chamber Orchestra war die Cellistin und Holocaust-Überlebende Anita Lasker-Wallfisch. Seinen aktuellen Namen nahm das Orchester 1960 an, als es sein Programm erstmals über die Barockmusik hinaus erweiterte. Das Repertoire wird durch die Größe der Gruppe begrenzt, die ziemlich konstant etwa beim Umfang eines Orchesters aus der Zeit Mozarts blieb.
Wenig später ging es eine enge Zusammenarbeit mit dem Aldeburgh Festival ein, wo es die Premieren von Benjamin Brittens A Midsummer Night's Dream, Owen Wingrave, Curlew River und anderer Werke aufführte. Britten dirigierte das Orchester bei verschiedenen Anlässen und machte eine Reihe von Schallplattenaufnahmen mit ihm.
Zu dieser Zeit hatte das Orchester keinen festen Dirigenten, sondern arbeitete mit einer Reihe von Gastdirigenten zusammen, u. a. mit Raymond Leppard, Colin Davis und Daniel Barenboim. 1985 wurde Jeffrey Tate zum ersten Chefdirigenten des Ensembles berufen.
Im Dezember 1988 spielte das Orchester eine CD ein, die als „Musicians for Armenia“ Geld für die Opfer des Erdbebens von Spitak 1988 sammelte. Als Solisten waren dort etwa  Juri Baschmet, James Galway und  Mstislaw Rostropowitsch beteiligt. Die CD wurde 1990 veröffentlicht.
Im Jahr 2000 wurde Ralf Gothóni zum Chefdirigenten ernannt. Das Orchester arbeitete u. a. mit dem südafrikanischen Vokalensemble Ladysmith Black Mambazo bei dessen Album No Boundaries im Januar 2005 zusammen.
2009 übernahm Paul Watkins die Leitung des Orchesters als Musikdirektor mit einem Dreijahresvertrag.

## Weblink
- Homepage (englisch)